# ال بندری
ال بندری (به اسپانیایی: El Vendrell) یک شهرستان در اسپانیا است که در استان تاراگونا واقع شده‌است.

## خصوصیات
ال بندری ۳۶٫۴۳ کیلومترمربع مساحت و ۳۶٬۰۶۸ نفر جمعیت دارد و ۱۰ متر بالاتر از سطح دریا واقع شده‌است.